# 문나 형님, 의대에 가다
문나 형님, 의대에 가다(Munnabhai M.B.B.S.)는 인도에서 제작된 라지쿠마르 히라니 감독의 2003년 코미디, 범죄 영화이다. 서닐 듀트 등이 주연으로 출연하였고 비두 비노드 쇼프라 등이 제작에 참여하였다.

## 출연

### 주연
- 서닐 듀트
- 산제이 더트

### 조연
- 아샤드 워시
- 그레이시 싱
- 보만 이라니
- 로히니 해탠가디
- 쿠루쉬 데부
- 지미 셰르길
- 야틴 카르예카르
- 수레쉬 차트왈
- 무마잇 칸